# Clyde Tomb von Geirisclett

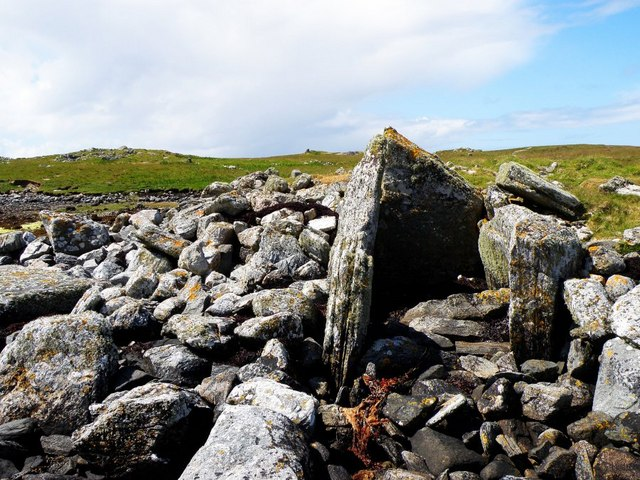
Clyde Tomb von Geirisclett

Das Clyde Tomb von Geirisclett auf der schottischen Insel North Uist, die zu den Äußeren Hebriden gehört. Es liegt an einer Bucht gegenüber der Gezeiteninsel Vallay nahe der Hochwassermarke und ist durch die Gezeitenerosion gefährdet. Die Anlage ist als Scheduled Monument geschützt.

## Beschreibung
Erskine Beveridge (1851–1920) stellte 1911 fest, dass drei seiner Seiten intakt waren, während das östliche Ende des Kammergrabes (englisch chambered cairn) fehlte. Der Hauptdeckstein lag ein paar Meter entfernt. Ein Teil eines weiteren abgefallenen Decksteins wurde am westlichen Ende gefunden. Zu Beveridges Funden gehören Scherben, ein zerbrochener Hammerstein und ein Feuersteinschaber.
Die Ausgrabungen von 1996/97 ergaben eine innere und eine äußere Kammer, die durch 0,5 m hohe Platten getrennt waren und architektonisch als Clyde Tomb bestimmt wurden. Die Trennsteine wurden eventuell von E. Beveridge eingebracht, um die Kammerwände zu stabilisieren. Die innere Kammer war gepflastert und hatte in der nordwestlichen Ecke einen Herd. Ausgrabungen in einem ungepflasterten Bereich zeigten ungestörte Ablagerungen, von denen die früheste ein dunkles, schlammiges Material war. Die Ausgrabung ergab in beiden Kammern Anhaltspunkte auf gestörte neolithische und becherzeitliche Bestattungen, die im gleichen Zeitraum sowohl von Menschen als Grabstätte als auch von Ottern (Lutra lutra) als Wohnplatz genutzt worden zu sein scheinen.
Die Funde bestehen überwiegend aus Keramik von mindestens elf Gefäßen verschiedener neolithischer Form sowie einer Becherscherbe. In einigen Fällen wurden die Scherben desselben Gefäßes auf verschiedenen Ebenen gefunden, was auf Störungen deutet. Das Vorhandensein von eingeäscherten und inhumierten Knochen spiegelt Varianten im Bestattungsritus wider. Quarzklumpen und -flocken sowie vereinzelte Feuersteinabschläge müssen absichtlich eingebracht worden sein. Im Gangbereich wurden keine Funde gemacht.